# بيئة سطح المكتب العقاب
العُقاب هي بيئة سطح مكتب حرة ومفتوحة المصدر تعمل على لينكس. كتبت بلغة سي++ وتعتمد على مكاتب كيوت. يمكن نسخها أو توزيعها أو التعديل عليها بما تسمح به رخصة جنو العمومية. سُميَّت على اسم طائر العقاب وهو صنف من أصناف الطيور الجارحة.

## مقدمة
يتم تطوير العقاب لتكون بيئة سهلة الاستعمال وفي متناول الجميع, وخاصة المجتمع العربي, حيث أن صاحب هذه البيئة يطمح إلى إنشاء توزيعة القرطاس لتحوي جميع أو أغلب البرامج الحرة العربية وخاصة برامج مجموعة القرطاس التي لقت رواجا واستحساناً من المجتمع العربي[بحاجة لمصدر].

## تاريخ العقاب
نَشَر أبو زكريا الجزائري أول إصدار لمشروع العقاب في أواخر سنة 2015  على موقعي "sourceforge.net" و"Launchpad.net".
وكان قد أنتج عدة برامج منها مكتبة القرطاس والمصحف الإلكتروني «الفرقان» وصحيح البخاري مسموع ومقروء.

## مكونات العقاب الرئيسية
مكونات العقاب مستقلة عن بعضها البعض ,يمكن استبدال أي مكون حسب ذوق ومتطلبات المستخدم دون الإضرار بيئة المكتب، إذ تتكون بيئة العقاب من عدة عناصر منها:
- سطح مكتب العقاب (elokab-desktop)
- لوحة العقاب (elokab-panel)
- تشغيل سريع (elokab-run)
- إعدادات العقاب (elokab-settings)
- نافذة إرساء العقاب (elokab-dock)
- جلسة عمل العقاب (elokab-session)
- مازج صوت على صينية النظام (elokab-volume)
- مدير ملفات (elokab-fm)

تحتوي لوحة العقاب (elokab-panel) على الاضافات التالية
1. قائمة رئيسة بمفضلة و قوائم للبرامج المثبتة على الجهاز و البحث عن البرامج
2. إظهار سطح المكتب
3. نقل بين أسطح المكتب
4. مفظلة لتنفيذ البرامج
5. مبدل المهام
6. صينية النظام
  1. مبدل اللغات
  2. مازج الصوت
  3. الساعة
  4. قارئ الوسائط السريع
  5. أداة ضم الأجهزة

بالإضافة إلى عناصر التحكم(حوسبة)

## رواق الصور

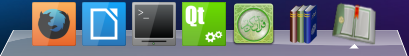
نافذة ارساء العقاب
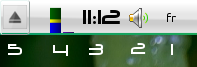
صينية النظام
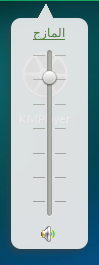
مازج الصوت
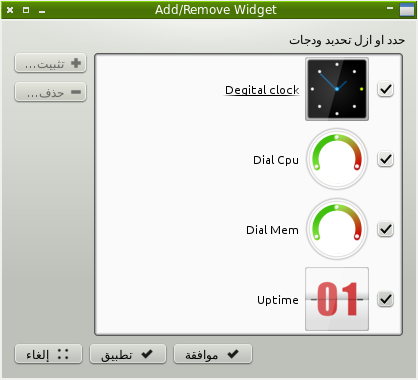
عنصر تحكم (حوسبة)
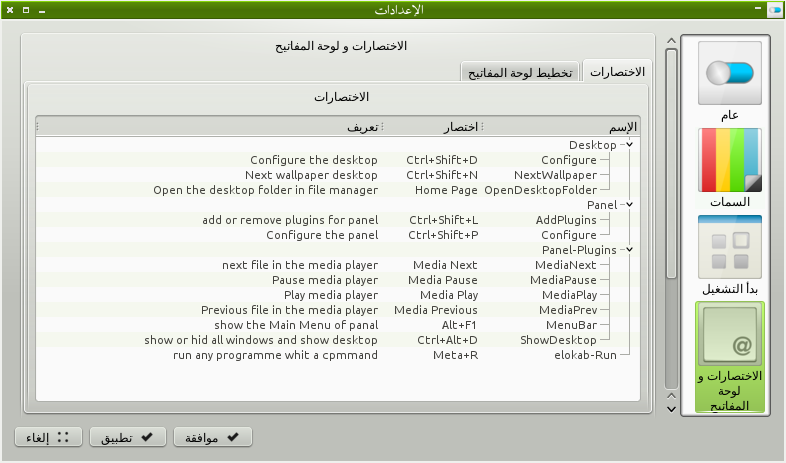
اعدادات العقاب

## وصلات خارجية
- http://sourceforge.net/projects/elokab
- http://launchpad.net/elokab-desktop-environment